# Padaasih (Cisaat)
Padaasih is een bestuurslaag in het regentschap Sukabumi van de provincie West-Java, Indonesië. Padaasih telt 7936 inwoners (volkstelling 2010).